# جانیبک هایراپتیان
جانیبک سروبی هایراپتیان (ارمنی: Ջանիբեկ Սերոբի Հայրապետյան؛ زادهٔ ۱۹ ژوئن ۱۹۸۲) یک مهندس و سیاستمدار اهل ارمنستان است که از تاریخ ۲۰۱۹ تا تاریخ ۲۰۲۱ سمت نمایندگی دوره هفتم مجلس ملی جمهوری ارمنستان را برعهده داشت.

## زندگی‌نامه
در ۱۹ ژوئن ۱۹۸۲ در زوونی به دنیا آمد و از دانشگاه ملی علوم کشاورزی ارمنستان فارغ‌التحصیل شد. 